# Antolín Alcaraz
Antolín Alcaraz Viveros, född 30 juli 1982 i San Roque González, är en paraguayansk fotbollsspelare (mittback) som spelar för Libertad.
Han spelade mellan 2013 och 2015 för Everton i Premier League.